# Cúmulo globular M14
El Cúmulo Globular M14 (también conocido como Objeto de Messier n.º 14 o NGC 6402) es un cúmulo globular situado en la constelación de Ofiuco. Fue descubierto por Charles Messier en 1764.

## Descripción e historia de la observación
El cúmulo globular M14 (Messier 14, aunque también conocido como NGC 6402) se encuentra situado en la constelación de Ofiuco. Fue descubierta por Charles Messier y añadida en su catálogo de objetos astronómicos en 1764. Messier da una descripción larga acerca de su descubrimiento:

Esa misma noche, entre el 1 y 2 de Junio de 1764, he descubierto una nueva nebulosa en el ropaje que va en el brazo derecho de Ofiuco, se encuentra en paralelo con la denominada por Flamsteed Zeta Serpentis. Esta  nebulosa no es evidente, sin embargo, es débil y se logra observar con un refractor ordinario de tres pies y medio. Es redonda y su diámetro puede ser de 2 minutos de arco, situándose justo por encima de una estrella de novena magnitud. Para estudiar esta nebulosa hay que emplear un refractor acrómatico de 3 metros y medio, aunque puede ser visible con un instrumento más grande. He determinado la posición mediante la comparación de su situación próxima al meridiano: ascensión recta de 261º 18' 29′′ y una declinación austral de 3º 05' 45′′. Esta nebulosa está marcada en el mapa con la misma trayectoria aparente del cometa que he estado observando el año pasado.

El primero en determinarla como un cúmulo globular fue William Herschel, en 1783, distinguiendo muchas de las estrellas individuales  que lo componen.

## Observación

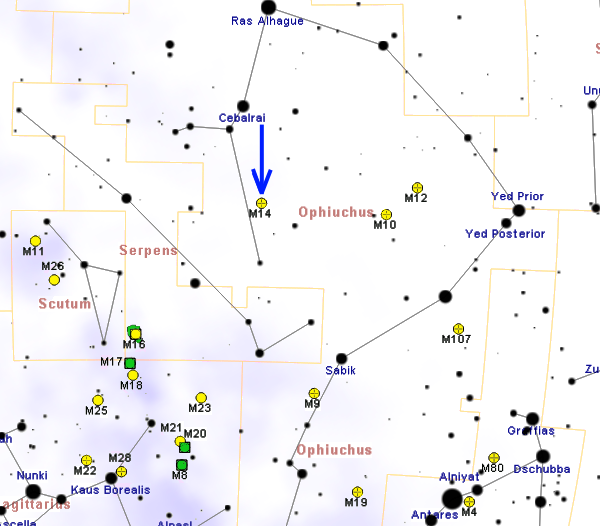
Localización de M14 en la región estelar de Ofiuco

M14 se encuentra a una distancia aproximada de unos 30 000 años luz. Con una magnitud de 7,6 puede observarse fácilmente con prismáticos a partir de 10x50 si el cielo está en condiciones atmosféricas óptimas. Este cúmulo tiene un aspecto lechoso similar al de una galaxia; de hecho, es necesario un telescopio de 300 mm de apertura para empezar a abordar alguna estrella individual, las más brillantes de 14º de magnitud. Se puede observar desde todas las zonas pobladas de la Tierra, gracias al hecho de que está situado muy cerca del ecuador celeste, siendo un lugar adecuado para su observación. Si bien desde el hemisferio norte es visible en los cielos de verano, en el hemisferio sur es característico en las noches de invierno. El mejor momento para la observación de M14 es entre mayo y septiembre.

## Características
M14 dista a unos 30 000 años luz, cuya luminosidad es equivalente a la de 400 000 soles y que se corresponde con una magnitud absoluta de -9, 12. Asimismo, es el más brillante de los cúmulos globulares situados en la constelación de Ofiuco ―M10 y M12―. Su aspecto es alargado, de equivalencia elíptica, y mide unos 100 años luz de un extremo a otro.
Su magnitud conjunta en banda B (filtro azul) es igual a la 9,55; su magnitud en banda V es igual a la 8,32. Su tipo espectral es F4. Fotográficamente, se aprecia de color amarillento/dorado debido a la gran cantidad de estrellas gigantes que contiene. Su velocidad radial -111,1 km/s, se deduce que se aproxima a la Tierra a unos 399.960 km/h. Esta velocidad está originada por la combinación de su velocidad orbital alrededor del núcleo de la Vía Láctea además de la velocidad propia del Sol y de la Tierra.
M14 contiene apenas cientos de miles de estrellas. De ellas se han documentado unas 90 estrellas variables; cuatro de ellas se clasifican como estrellas variables tipo Cefeida (del tipo W Virginis), muy común en los cúmulos globulares. Prácticamente el resto de estrellas variables son del tipo RR Lyrae. Sólo las más brillantes son asequibles para los aficionados a condición de emplear una cámara CCD. 
En 1938 apareció una nova en este cúmulo aunque no fue descubierta hasta que se revelaron las primeras placas fotográficas de la época en 1964. Se calcula que la nova alcanzó su brillo máximo de magnitud +9,2, más de 5 veces más brillante que cualquier otra estrella “normal” en el cúmulo. 